# Cameratoezicht

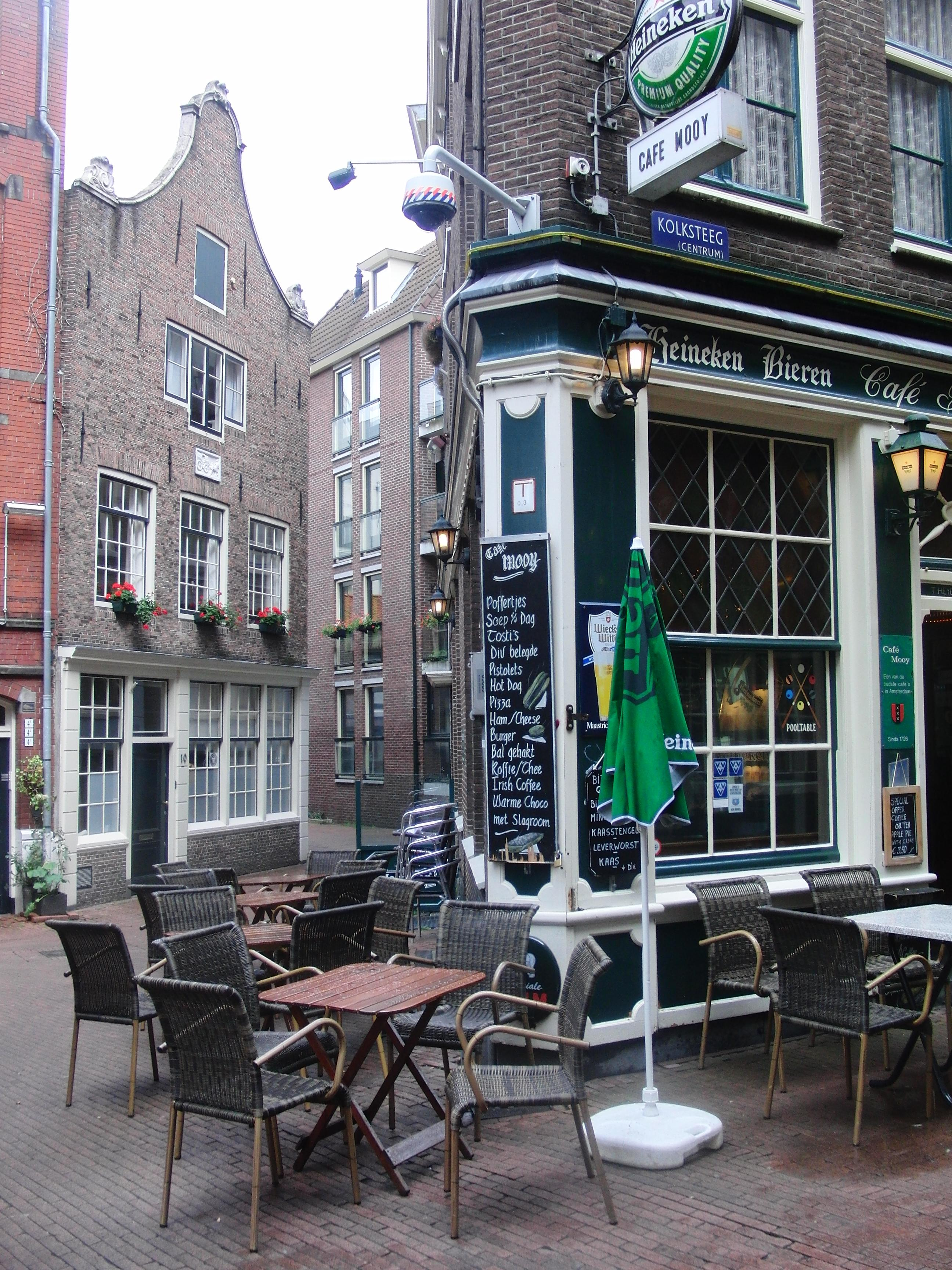
Gemeentelijke camera aan cafégevel

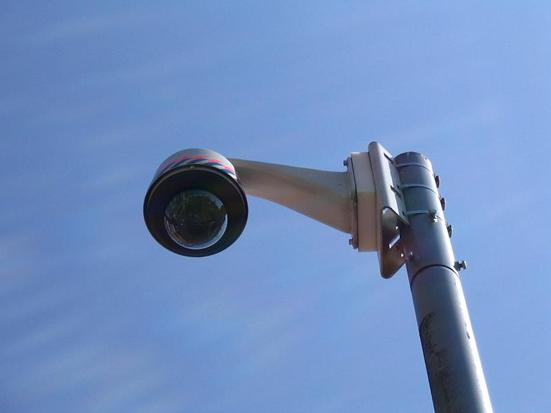
Camera van de gemeente in Amsterdam

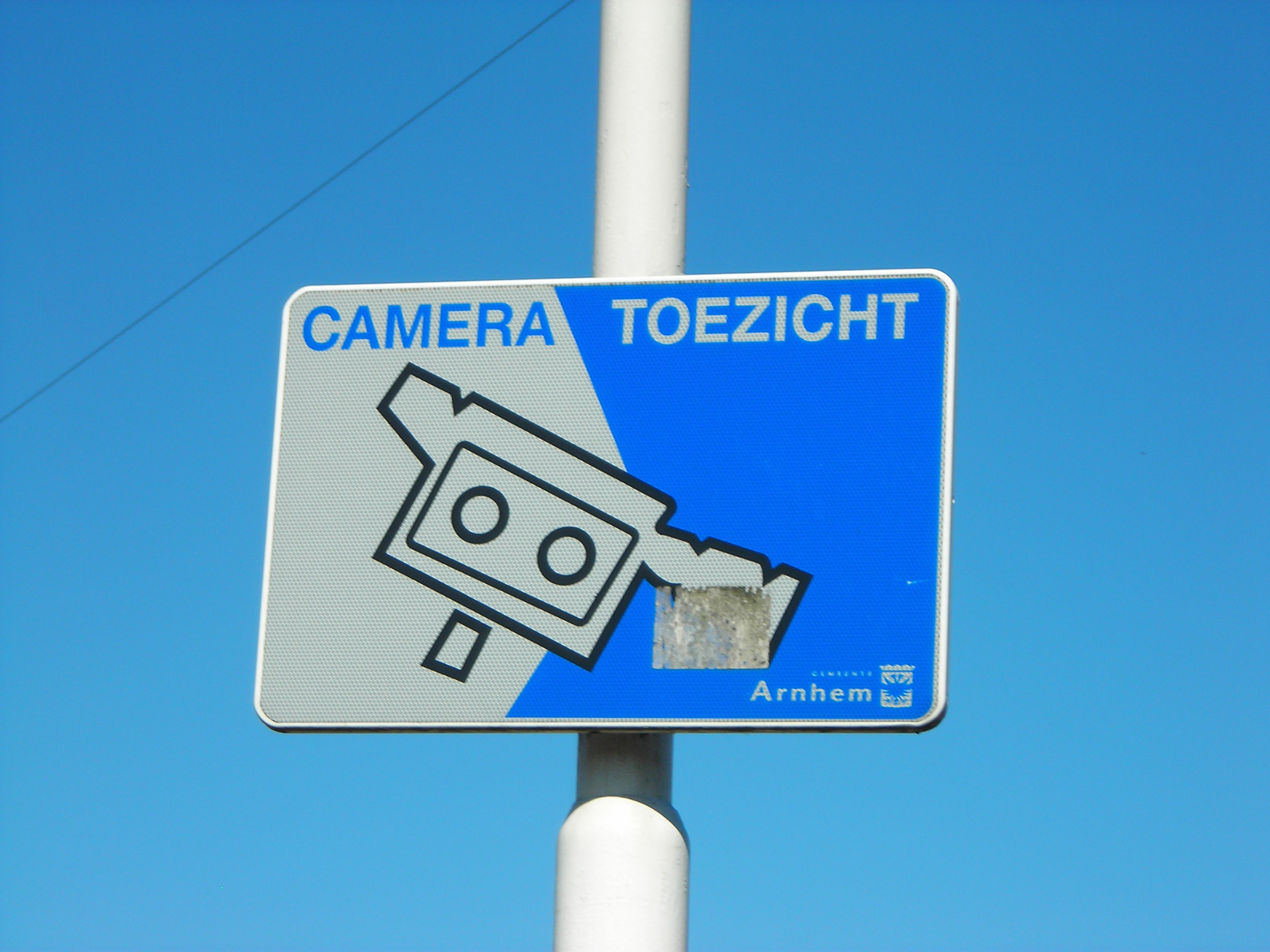
Aankondiging cameratoezicht in Arnhem

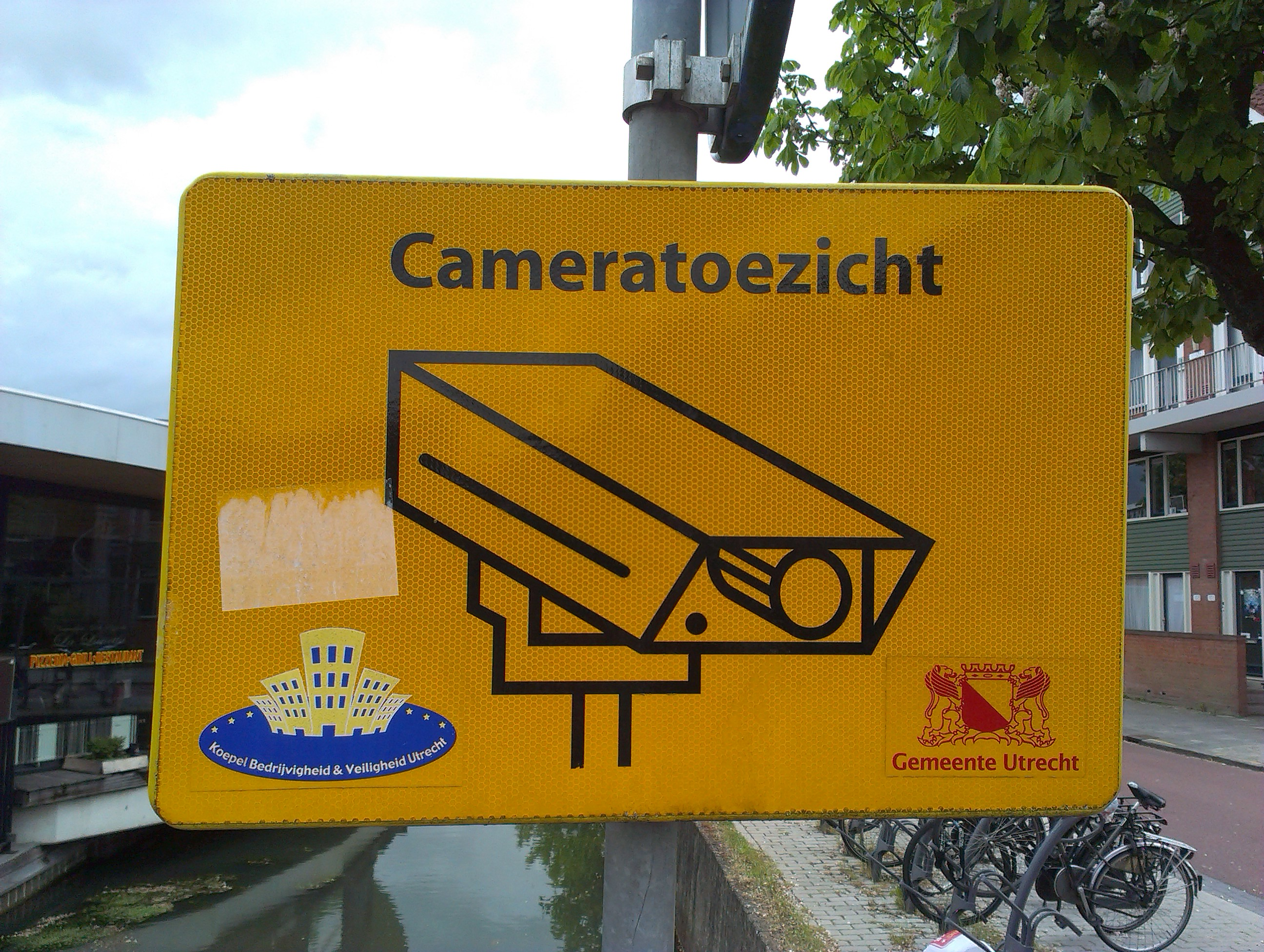
Aankondiging cameratoezicht in Utrecht

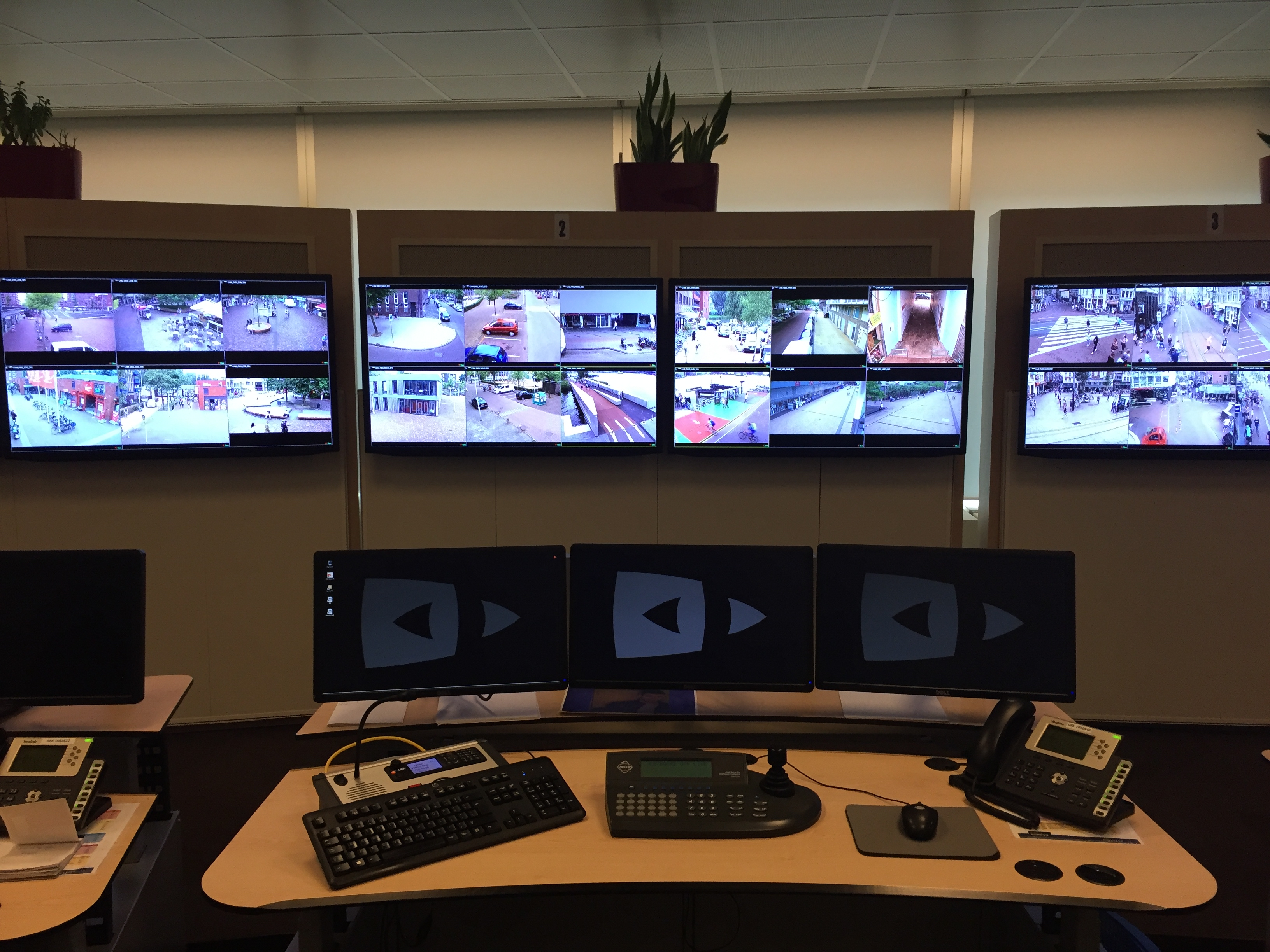
Werkplek in een van de regionale cameratoezichtcentrales van de Nationale Politie in Nederland.

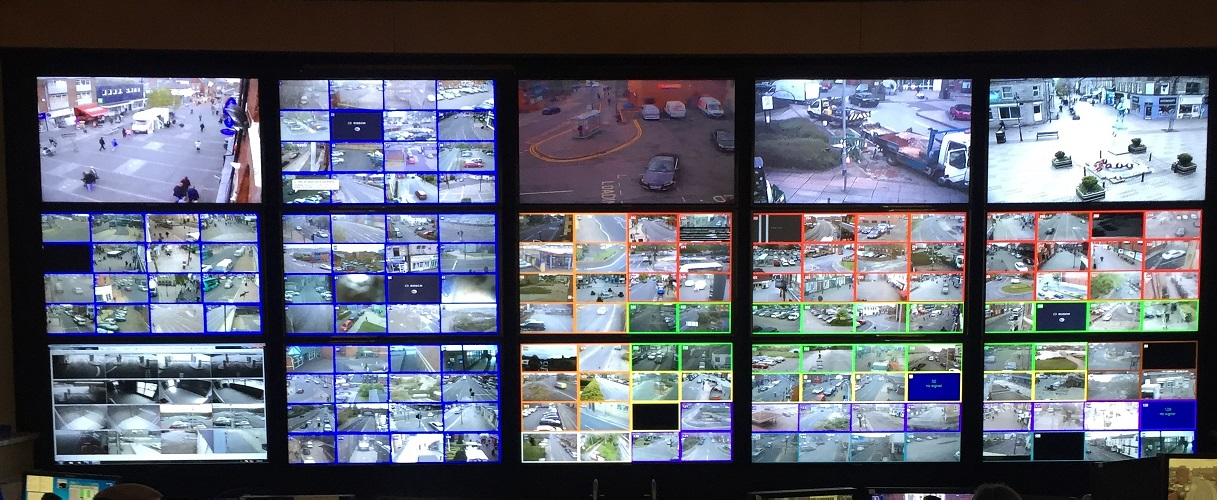
Beeldschermen in een Engelse cameratoezichtcentrale

Cameratoezicht of camerabewaking is het houden van toezicht op of in een gebouw, gebied of (groepen) mensen met behulp van bewakingscamera's. Er zijn verschillende doelen voor cameratoezicht mogelijk, zoals handhaving van de openbare orde en veiligheid, maar ook verkeerstoezicht, tellingen van personen of voertuigen of crowd-control. Opgenomen beelden kunnen door de politie en het Openbaar Ministerie worden gebruikt voor opsporing en vervolging. In het Engels worden dit soort systemen vaak closed-circuit television (CCTV) genoemd, maar dit soort systemen hoeven niet een gesloten circuit te zijn. De term camera surveillance is een betere vertaling.

## Wetgeving

### Overkoepelende wet- en regelgeving voor privacy
Elke camera betekent per definitie dat er een inperking op de persoonlijke levenssfeer van de gefilmde wordt gemaakt. Dat is alleen toegestaan als daar een wettelijke grondslag voor is ('bij wet voorzien') en als het noodzakelijk is. Dit volgt uit het EVRM en, in Nederland, uit de Grondwet. In die wetten komt het woord 'camera' niet voor, maar deze wetten geven wel aan hoe ver een eigenaar van een camerasysteem mag gaan in de aantasting van de persoonlijke levenssfeer en hoe er met opgenomen beelden (persoonsgegevens) moet worden omgegaan door de verantwoordelijke voor de verwerking. Eigenlijk gaat het EVRM vooral over de mate waarin de overheid de privacy van burgers mag inperken (verticaal), maar in de praktijk worden deze rechten ook geacht van toepassing te zijn op private partijen, zoals bedrijven of burgers, die camera's inzetten (horizontaal). In elk geval moet de overheid zich inspannen mensenrechten te beschermen, dus ook als die worden geschonden door een private partij.

### Nederland

#### Gemeentelijk cameratoezicht

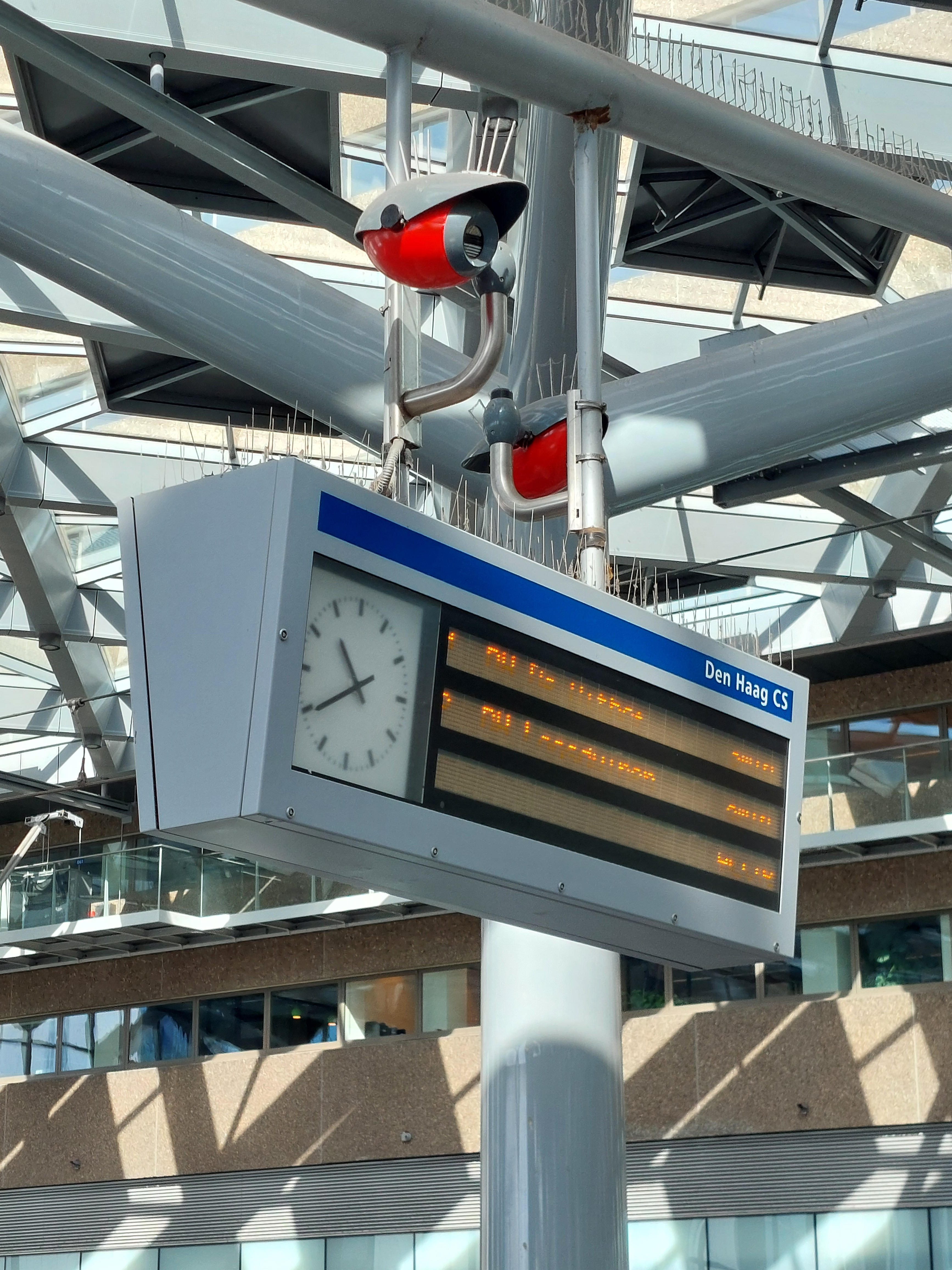
Cameras met anti duivenpinnen op tramperron Den Haag Centraal, 2024

In 2006 is in de Gemeentewet (artikel 151-c) de wettelijke basis gelegd voor tijdelijk cameratoezicht op openbare plaatsen ter handhaving van de openbare orde en veiligheid. De gemeenteraad moet de burgemeester de bevoegdheid geven om cameratoezicht in te stellen door de mogelijkheid daartoe op te laten nemen in de APV. Daarna mag de burgemeester de plaatsen aanwijzen waar cameratoezicht komt en de duur van het cameratoezicht bepalen. De burgemeester bedient zich van de politie voor het uitvoeren van het cameratoezicht. De gegevensverwerking valt onder de Wet politiegegevens. De camerabeelden worden dus niet beschouwd als persoonsgegevens, maar als politiegegevens waar een strikter regime op van toepassing is. Gemeentelijk cameratoezicht hoeft niet te worden gemeld bij de Autoriteit Persoonsgegevens.
Op 1 juli 2016 is 'vaste camera' veranderd in 'camera' in artikel 151c Gemeentewet. Dat betekent dat sindsdien ook andere dan vaste camera's mogen worden ingezet door gemeenten. Het doel van de wetswijziging was om gemeenten in staat te stellen hun camera's sneller te verplaatsen, bijvoorbeeld als overlastgevende groepen zich verplaatsten. Maar door het vervallen van het woord 'vaste' kunnen ook rijdende (dashcams), lopende (bodycams) of vliegende camera's (drones), worden ingezet. Daarnaast is een lid aan het artikel toegevoegd waarin staat dat de burgemeester het camerabesluit moet intrekken als de noodzaak aan het cameratoezicht is ontvallen. Hoe de burgemeester dit moet beoordelen is aan de gemeente zelf om te bepalen: een evaluatie is niet verplicht.

#### Andere camera's
De Gemeentewet biedt een grondslag voor cameratoezicht, maar alleen voor cameratoezicht voor handhaving van de openbare orde op openbare plaatsen door gemeenten. Alle andere camera's moeten een grondslag hebben in een andere wet, zoals bijvoorbeeld de Politiewet of de Algemene verordening gegevensbescherming. In die wetten wordt niet expliciet beschreven onder welke voorwaarden camera's zijn toegestaan. Het woord 'camera' komt er niet eens in voor. Wel beschrijft die algemene wet- en regelgeving onder welke voorwaarden verwerkingsverantwoordelijken persoonsgegevens mogen verwerken met behulp van elektronische middelen, zoals camera's. De grondslag is dus niet expliciet als bij gemeentelijke camera's, maar impliciet. In alle gevallen moet de verantwoordelijke aantonen dat de camera's noodzakelijk, dus proportioneel en subsidiair, zijn.

#### BES-eilanden
Op de BES-eilanden kan de eilandsraad op basis van artikel 156 van de WolBES de gezaghebber bij eilandsverordening de bevoegdheid geven om op nauwkeurig aangeduide plaatsen cameratoezicht in te stellen.

### België
In België gold tot 2007 de privacywet voor het installeren van alle camera's voor alle doeleinden. Het ging daarbij niet zozeer om het apparaat, maar om de verwerking van persoonsgegevens. Sinds maart 2007 is er een aparte camerawet voor camera's die worden ingezet voor toezicht en bewaking. De wet maakt onderscheid tussen twee plaatsen waar camera's kunnen worden ingezet: niet besloten plaatsen (vrij toegankelijk voor het publiek) en besloten plaatsen. De besloten plaatsen worden in twee soorten verdeeld, namelijk voor het publiek toegankelijk en gebouwen of plaatsen uitsluitend bestemd voor gewoonlijke gebruikers. Op openbare plaatsen moet onder andere de gemeenteraad toestemming geven, op besloten plaatsen kan het besluit tot plaatsing van camera's ook zonder de gemeenteraad worden genomen. Wel moet de politiechef dan worden betrokken. Deze wetgeving gaat alleen over het plaatsen van vaste camera's.